# جابر عبد الحسين الكاظمي
     لشخصية أخرى تحمل اسم جابر الكاظمي، طالع جابر الكاظمي (توضيح).

جابر بن عبد الحسين بن عبد الحميد الكاظمي ويعرف أيضا بـجابر بن الجواد (1807 - 1895) شاعر وخطاط عراقي في القرن 19 م. ولد في الكاظمية ببغداد. تلقى علومه العربية على حبيب بن طالب الكاظمي، وآخرين. رحل إلى إيران أيام فتح علي شاه وأقام بها زمناً فتعلم الفارسية ونظم بها ديواناً. كان متعدد المواهب: خطاطاً وكاتباً، أصابه مرض عصبي في أواخر عمره وتوفي في مسقط رأسه ودفن في العتبة الكاظمية. 

## سيرته
ولد جابر (أو محمد-جابر) بن عبد الحسين بن عبد الحميد بن جواد الربيعي الكاظمي في الكاظمية سنة 1807 م/ 1222 هـ وان أبوه قد هاجر إليها من مدينة بلد لطلب العلم ونشأ فيها ودرس اللغة والأدب على أساتذة عصره منهم حبيب بن طالب الكاظمي. سافر داخل العراق وخارجه واورثته سفراته إلى إيران القدرة على نظم الشعر الفارسي حتی صار له فيه ديوان، سلوة الغريب وأبهة الأديب. سافر إلى إيران أيام فتح علي شاه القاجاري سنة 1242 هـ وأخرى في عهد السلطان محمد شاه 1251 هـ. هو من مؤرخين اعمار العتبة الكاظمية بالشعر «أنه ما ترك مرحلة إعمار في زمانه الا وأرّخها.»

## مرضه ووفاته
أصابه مرض عصبي «خيّل له في أواخر عمره أفكاراً وأوهاماً دفعته إلى أن ينظم فيها، ويعدل في صياغة شعره لتوافقها، وقد أدى هذا إلى فساد الكثير من جيد إبداعه.» توفي بالكاظمية في صفر 1313 هـ/ 1895 م وقيل 1312 هـ في ربيع الأول إثر إصابته بمرض عصبي ودفن في الصحن العتبة في الغرفة الثالثة عن يمين داخل من باب فرهاد ميرزا.

## شعره
هو شاعر مسلم الذي شغفه حب آل البيت حتى «شغله عما سواه، فملأ دنياه، كما استولى على لغته، وقاد صياغته، وشكل معارفه وحدد معالمه. نوَّع في الموضوع، وفي الممدوح... يحمل شعره إمكانات الفحولة بما يبدي من ثراء المعجم وغزارة المعرفة وندرة التصور، ولكن حبس الموهبة في الموضوع الواحد - مهما اتسع - يصيب القصيدة بالتصلب.»

## آثاره
له:
- تخميس الارزية في مدح النبي والوصي والآل، طبع في النجف بالمطبعة الحيدرية‌1370 هـ/ 1950 م قدم له محمد رضا.
- ديوان، طبع بعنوان «ديوان الشيخ جابر الكاظمي» بتحقيق محمد حسن آل ياسين في المكتبة العلمية ببغداد سنة 1946.
- سلوة الغريب وأبهة الاديب ديوانه بالفارسية. أسلمه لأحد أدباء إيران ليطبعه، ففقد أثره. وقد ذكر شرح نسبه أبا واُمّا وأدبه وبعض ظرائفه في مقدّمة هذا الديوان.